# Jean-Pierre Limosin
Pour les articles homonymes, voir Limosin.
Jean-Pierre Limosin, né le 4 juillet 1949 à Chaumontel (Seine-et-Oise), est un réalisateur et scénariste français.

## Biographie
Jean-Pierre Limosin a été chroniqueur photo pour les Cahiers du cinéma dans les années 1980. C'est dans ce cadre qu'il commence à travailler avec Alain Bergala qui y est aussi critique. Ensemble, ils s’occupent d’un atelier photographique et réalisent leur premier film, Faux-fuyants.
Jean-Pierre Limosin a vécu de nombreuses années au Japon, dont la culture marquera l'ensemble de son œuvre tant documentaire que fictionnelle. Il devient l'ami de Takeshi Kitano, qui joue ensuite dans son film Tokyo Eyes – premier film japonais réalisé par un Français –, et auquel il consacre un documentaire, en 1999, dans la collection Cinéma, de notre temps. Ce film présente la rencontre entre Takeshi Kitano et Shigehiko Hasumi, président de l'université de Tokyo, l'un des premiers à avoir découvert le cinéma de Kitano.

## Filmographie
- 1982 : Faux-fuyants, coréalisé avec Alain Bergala[1]
- 1984 : Casting à hérisson (court métrage)[2]
- 1986 : Gardien de la nuit
- 1988 : L'Autre Nuit
- 1998 : Tokyo Eyes
- 2002 : Novo
- 2007 : Carmen (téléfilm)

### Documentaires
- 1993 : Abbas Kiarostami, vérités et songe, collection Cinéma, de notre temps
- 1995 : Alain Cavalier, 7 chapitres, 5 jours 2 pièces-cuisine, collection Cinéma, de notre temps
- 1998 : Un siècle d'écrivains, épisode no 176 « Thomas Bernhard »
- 1999 : Takeshi Kitano l'imprévisible, collection Cinéma, de notre temps
- 2006 : Le Home Cinéma des frères Dardenne, collection Cinéma, de notre temps
- 2008 : Young Yakuza
- 2014 : Visite à Hokusai[3]
- 2018 : Kurosawa, au dos des images, collection Cinéma, de notre temps